# Mistrzostwa Włoch w piłce nożnej (1900)
Mistrzostwa Włoch w piłce nożnej 1900 (wł. Campionato Italiano di Football) – były trzecią edycją najwyższej klasy mistrzostw Włoch w piłce nożnej organizowanych przez FIF, które odbyły się od 4 marca 1900 do 22 kwietnia 1900. Mistrzem została Genoa CFC, zdobywając swój trzeci tytuł.

## Organizacja
Internazionale Torino został rozwiązany i wchłonięty przez FBC Torinese.
Do Federacji dołączyły trzy nowo zrzeszone kluby: Juventus, Milan C.F.C. i Sampierdarenese.

## Kluby startujące w sezonie
| Klub                 | Miasto   | Region    |
| -------------------- | -------- | --------- |
| Genoa CFC            | Genua    | Liguria   |
| RS Ginnastica Torino | Turyn    | Piemont   |
| Juventus             | Turyn    | Piemont   |
| Milan CFC            | Mediolan | Lombardia |
| Sampierdarenese      | Genua    | Liguria   |
| FBC Torinese         | Turyn    | Piemont   |

## Eliminacje

### Liguria
8 kwietnia
Genoa CFC - Sampierdarenese 7:0

### Piemont
Tabela
| Poz | Klub              | M | Z | R | P | GZ | GS | +/- | Pkt | Uwagi        |
| --- | ----------------- | - | - | - | - | -- | -- | --- | --- | ------------ |
| 1.  | FBC Torinese      | 4 | 4 | 0 | 0 | 8  | 2  | +6  | 8   | Kwalifikacja |
| 2.  | Juventus F.C.     | 4 | 2 | 0 | 2 | 5  | 3  | +2  | 4   |              |
| 3.  | Ginnastica Torino | 4 | 0 | 0 | 4 | 1  | 9  | -8  | 0   |              |

Wyniki
4 marca
FBC Torinese - Ginnastica Torino 3:1
11 marca
Juventus F.C. - FBC Torinese 0:1
Ginnastica Torino - Juventus F.C. 0:2
Ginnastica Torino - FBC Torinese 0:2
Juventus F.C. - Ginnastica Torino 2:0
FBC Torinese - Juventus F.C. 2:1

### Lombardia
Milan C.F.C. był jedynym klubem z Lombardii. Automatycznie otrzymał kwalifikacje.

## Półfinał
15 kwietnia
FBC Torinese - AC Milan 3:0

## Finał
22 kwietnia, Turyn
FBC Torinese - Genoa CFC 0:1
Genoa FC została mistrzem Włoch. Ostatni mecz rozegrała w składzie: Spensley, Rossi P., Ghigliotti, Pasteur I, Pasteur II, Passadoro, Bocciardo, Henman, Dapples, Agar, Fawcus.